# بيو سابين
بيو سابيان (بالإنجليزية: BioSapien)‏ هي شركة تكنولوجيا حيوية تأسست عام 2018، متخصصة في علاج السرطان الموضعي. يقع مقرها الرئيسي في مدينة نيويورك، الولايات المتحدة، وتعمل أيضاً في أبو ظبي، الإمارات العربية المتحدة.

## المنتجات
يُعد ميدي تشيب (MediChip) المنتج الرئيسي لشركة بيو سابيان، وهو منصة لتوصيل الأدوية مطبوعة بتقنية الطباعة ثلاثية الأبعاد مصممة للعلاج الكيميائي الموضعي. تتيح هذه التقنية تثبيت الجهاز مباشرة على موقع الورم، مما يسمح بالإفراج المتحكم فيه والمستدام للعوامل العلاجية، وتقليل التعرض الجهازي والآثار الجانبية المصاحبة. كما يمكن تخصيص ميدي تشيب وفقاً لاحتياجات كل مريض باستخدام تقنيات الطباعة الحيوية المتقدمة.
بالإضافة إلى ميدي تشيب، طورت بيو سابيان تقنيات بيولوجية متقدمة لتحسين توصيل الأدوية والهندسة النسيجية. وتمتلك الشركة عدة براءات اختراع في مجال المواد البيولوجية المحملة بالأدوية:
- مواد بيولوجية محملة بالأدوية وطرق استخدامها (براءة الاختراع رقم 11969527) – مادة بيولوجية تتكون من عدة عناصر هندسية، مصممة للزرع لعلاج حالات مثل السرطان. تتيح المادة إطلاقاً متحكماً فيه للأدوية مباشرةً في موقع الزرع، مما يقلل من السمية الجهازية ويحسن الفعالية العلاجية. تم تقديم البراءة في 15 يناير 2021، ومُنِحت في 30 أبريل 2024.[3]
- أوعية حيوية للاستخدام في هندسة الأنسجة (براءة الاختراع رقم 11197945) – هياكل بيولوجية مصممة لاستخدامها في الطعوم الوعائية لعلاج أمراض القلب والأوعية الدموية. تساعد هذه الهياكل في تحفيز نمو الأوعية الدموية الجديدة، مما يوفر حلولاً مهمة في مجال الطب التجديدي. تم تقديم البراءة في 13 سبتمبر 2019، ومُنِحت في 14 ديسمبر 2021.[3]
- أدوات جراحية محملة بالأدوية مع عناصر هندسية متعددة (براءة الاختراع رقم 10926005) – مادة بيولوجية جراحية تتكون من عناصر هندسية متعددة مصممة لإطلاق الأدوية بشكل موضعي. تتضمن المادة مناطق مسامية وغير مسامية، مما يسمح بالتحكم الدقيق في انتشار الدواء. تُعد هذه التقنية فعالة بشكل خاص في علاج السرطان والتعافي بعد العمليات الجراحية. تم تقديم البراءة في 20 ديسمبر 2019، ومُنِحت في 23 فبراير 2021.[3]

## التاريخ
تأسست بيو سابيان عام 2018 على يد خديجة علي في نيويورك، بهدف تطوير حلول لتوصيل الأدوية لعلاج السرطان. وتركز الشركة على تطوير علاجات موضعية لتقليل الآثار الجانبية الجهازية المرتبطة بالعلاج الكيميائي التقليدي.
في مراحلها المبكرة، حصلت بيو سابيان على تمويل أولي بقيمة 250,000 دولار من مصادر مختلفة، بما في ذلك العائلة والأصدقاء ومنظمات مثل RebelBio المدعومة من SOSV.
في نوفمبر 2021، أكملت الشركة جولة تمويل أولية بقيادة SOSV، بمشاركة مستثمرين مثل Hikma Ventures (شركة تابعة لأدوية الحكمة)، Microventures، Infinity Capital Ventures، JPIN VCATS وSide Door Ventures، حيث جمعت 2.1 مليون دولار.
في ديسمبر 2021، أعلنت بيو سابيان عن اتفاقية شراكة مع Vosfox Medical.
في أكتوبر 2023، انضمت بيو سابيان إلى هب 71، وهي منظومة تكنولوجية مقرها أبو ظبي تم إطلاقها عام 2019 من قبل حكومة الإمارات العربية المتحدة.
في ديسمبر 2024، جمعت الشركة 7 مليون دولار في جولة تمويلية قادتها Global Ventures، Golden Gates Ventures وDara Holdings.

## الجوائز والتكريمات
- 2020: ضمن قائمة أفضل 25 رئيساً تنفيذياً في مجال التكنولوجيا الحيوية لعام 2020 وفقاً لـ Tech CEOs.[13]
- 2024: الفائز بجائزة أفضل رئيس تنفيذي مؤثر في قطاع التكنولوجيا الحيوية.[14]
- 2024: الفائز بجائزة اصنع في الإمارات عن فئة الطباعة ثلاثية الأبعاد – التصنيع الإضافي.[15][16][17]

## روابط خارجية
- الموقع الرسمي